# Ли Нак Ён
Ли Нагён, также Ли Нак Ён (кор. 이낙연; род. 20 декабря 1952, уезд Йонгван, провинция Чолла-Намдо) — южнокорейский государственный и политический деятель, 41-й премьер-министр Южной Кореи (2017 – 2020). Ли занимал пост самое продолжительное время с тех пор, как Конституция Республики Корея последний раз пересматривалась в 1987 году. Ранее он занимал должность губернатора провинции Чолла-Намдо, оплота «Демократической партии». Перед тем, как стать губернатором, он более 20 лет проработал журналистом и четыре срока был членом Национального собрания.
Ли был избран на пост президентом Мун Чжэ Ином, чтобы сдержать предвыборное обещание, назначив премьер-министра из региона Хонам. Ли Нак Ён также считался фаворитом на президентских выборах 2022 года, однако проиграл праймериз. Вновь выдвинул свою кандидатуру на президентских выборах 2025 года, но уже от «Демократической партии нового будущего», которую сам же и основал годом ранее.

## Детство и юность
Ли родился 20 декабря 1951 года в уезде Йонгван провинции Чолла-Намдо в многодетной крестьянской семье. После окончания Сеульского университета по специальности юриспруденция в 1974 году он недолго работал в инвестиционном фонде. С конца 1970-х по 2000 год он работал журналистом ежедневной газеты Тона ильбо (всего 21 год). С 1989 по 1993 год он был корреспондентом газеты в Токио, например, он освещал вступление на трон предыдущего японского императора Акихито. В 1997 году он вошёл в состав редколлегии газеты, а в 1999 он стал главой отдела международных новостей.

## Начало политической карьеры
Ли вошёл в политику в 2000 году, «благодаря своим связям с бывшим президентом Ким Дэ Чжуном, которые образовались, когда он освещал политику». После ухода из Тона ильбо в апреле 2000 года он был избран членом Национальной ассамблеи и был депутатом четыре срока. Он также был представителем бывшего президента Но Му Хёна. Но Му Хён выбрал черновик речи Ли для своей инаугурации из множества других и прочёл её без изменений. Ли был одним из двух депутатов, проголосовавших против импичмента президента Но, несмотря на членство в другой партии. Считается, что Ли поддерживает тесные связи с ключевыми японскими политиками, благодаря долгой работе в Японо-корейской межпарламентской лиге. Он свободно говорит по-японски.
Ли покинул свой пост в середине своего четвёртого срока в 2014 году, чтобы баллотироваться на пост губернатора провинции Чолла-Намдо. В июле 2014 года он был избран губернатором, получив 78 % голосов. На этом посту он способствовал развитию промышленности провинции и привлёк крупные инвестиции.

## Премьер-министр
Президент Мун Чжэ Ин назначил Ли премьер-министром в свой первый день пребывания в должности, 10 мая 2017 года. Ли подал в отставку с поста губернатора провинции Чолла-Намдо в тот же день. До 31 мая, пока кандидатура Ли не была одобрена парламентом, предыдущий премьер-министр Хван Гёан продолжал исполнять свои обязанности.
Ли критиковал корейско-японское соглашение о «женщинах для утешения». Он отрицательно реагировал на призывы к Южной Корее обладать ядерным оружием, заявив, что этот шаг подорвёт призывы Сеула к Северной Корее отказаться от такого оружия, спровоцирует гонку ядерных вооружений и приведёт к международным санкциям.
Ли покинул свой пост 14 января 2020 года, его сменил Чон Се Гюн.

## Лидер «Демократической партии»

### Парламентские выборы 2020 года
На выборах 2020 года Ли баллотировался от избирательного округа Чонногу и одолел председателя партии «Сила народа» Хван Гёана. Он был председателем комитета «по преодолению национального кризиса», вызванного пандемией COVID −19. После госпитализации лидера партии Lee Hae-chan Ли путешествовал по стране, чтобы поддержать кандидатов от своей партии, и являлся фактическим руководителем предвыборной кампании.

### Выборы руководства «Демократической партии» 2020 года
В июле 2020 года Ли объявил о своей кандидатуре на пост лидера своей партии, подчеркнув свой опыт борьбы с кризисами, необходимый в эру после пандемии. В августе 2020 года он был избран лидером партии, набрав более половины голосов в каждой категории.

### Меры против COVID-19
Ли возобновил работу комитета по COVID-19, чтобы поддержать усилия правительства по сдерживанию вируса и подготовиться к «эпохе после COVID-19». Ли и президент Мун назвали отношения между правительством и правящей партией «фантастическими» и пришли к выводу, что давно обсуждаемый вторичный фонд помощи COVID-19 должен быть предоставлен тем, кто наиболее серьёзно пострадал от пандемии, а не всем людям, как того требовал губернатор провинции Кёнгидо Ли Чжэ Мён, другой кандидат в президенты от его партии. «Комитет по COVID-19» был объединён с «комитетом K New Deal», который также был создан для поддержки усилий правительства по оживлению экономики и ускорению её перехода к цифровому и зелёному обществу.

## Президентская кампания 2022 года
9 марта 2021 года, ровно за год до президентских выборов в Республике Корее 2022 года, Ли ушёл с поста лидера «Демократической партии», что спровоцировало дополнительные выборы руководства. Он продолжал возглавлять кампанию своей партии на дополнительных выборах 2021 года. После того, как «Демократическая партия» потерпела поражения, все оставшиеся члены партийного руководства подали в отставку, и Ли объявил, что у него будет время для самоанализа. После того, как в мае 2021 года были избрано новое руководство, он встретился с представителями малого и среднего бизнеса, а также крупных корпораций, призвав их принять участие в решении проблемы безработицы среди молодёжи, нарушив своё молчание. Первоначально Ли считался фаворитом истеблишмента при выдвижении от «Демократической партии».
Однако 10 октября 2021 года Ли Нак Ён проиграл праймериз Ли Чжэ Мёну, заняв второе место с 39,14% голосов. После объявления результатов предвыборный штаб Ли Нак Ёна заявил, что подаст апелляцию, утверждая, что голоса Чон Се Гюна и Ким Ду Квана должны были быть включены в окончательный результат. В таком случае доля голосов Ли Чжэ Мёна была бы снижена до 48,38%, что привело бы ко второму туру выборов. Однако председатель партии Сон Ён Гиль отклонил апелляцию, заявив, что конкретный пункт об исключении голосов, полученных отозванными кандидатами, был одобрен во время выборов руководства «Демократической партии» в 2020 году. 13 октября Ли официально уступил и пообещал помочь кандидату от партии победить на президентских выборах в марта.

## Личная жизнь
Ли женат на художнике и преподавателе Ким Сук Хи, имеет одного сына. Пон Ли Нак Ёна — клан Чонджу И. Он также является потомком в 22-м поколении великого принца Ванпуна, который был старшим сводным братом вана Тхэджо, основателя королевства Чосон. Он является членом пресвитерианской церкви Южной Кореи.